# Olympische Sommerspiele 1948/Teilnehmer (Venezuela)
| Gelbes Symbol für Goldmedaillen mit stilisierten Olympischen Ringen | Graues Symbol für Silbermedaillen mit stilisierten Olympischen Ringen | Braundes Symbol für Bronzemedaillen mit stilisierten Olympischen Ringen |
| ------------------------------------------------------------------- | --------------------------------------------------------------------- | ----------------------------------------------------------------------- |
| —                                                                   | —                                                                     | —                                                                       |

Venezuela nahm an den Olympischen Sommerspielen 1948 in London, England, mit einem Sportler teil. Der Radrennfahrer Julio César León startete in zwei Disziplinen auf der Bahn. Es war die erste Teilnahme Venezuelas bei Olympischen Spielen.

## Teilnehmer nach Sportarten

### Radsport
- Julio César León
Bahn Sprint: in der zweiten Runde ausgeschieden
Bahn 1000 m Zeitfahren: 14. Platz (1:18,1 min)